# Tvestjärtar
Tvestjärtar (Dermaptera) är en ordning i klassen insekter. Totalt har ungefär 1 900 arter beskrivits. De finns framförallt i tropiska områden. Fyra av arterna finns representerade i Sverige, däribland liten tvestjärt och vanlig tvestjärt (Forficula auricularia). 

## Kännetecken
Tvestjärtar har vingar och kan flyga, men vingarna är normalt gömda under dess framvingar som är små och förhårdnade. Det vetenskapliga namnet dermaptera (derma betyder hud, och ptera betyder vinge) kommer just av de förhårdnade läderartade framvingarna. De är rovdjur och allätare, men äter i huvudsak animalisk föda som bladlöss. 
Tvestjärtar utmärks också av sin långsträckta, platta kroppsform, sina korta täckvingar, som i form och ställning påminner om en kortvingad skalbagges vingar, samt av den i form och storlek mycket växlande kitintången i bakkroppens spets. 
Flygvingar finns hos en del arter, men saknas hos andra. Vingarna viks och läggs ihop på ett komplicerat sätt för att kunna döljas under de små täckvingarna. Hopläggningen sker med hjälp av tången i fyrtio moment vilket kanske kan förklara att man sällan ser dem med utfällda vingar. De yttersta spetsarna av flygvingarna når dock alltid fram bakom täckvingarnas kant. Denna oskyddade del av flygvingarna är dock inte hinnartad som resten av vingarna, utan har en fastare hornartad konsistens, som påminner om täckvingarnas.

## Levnadssätt
Den vanliga tvestjärten har ett någorlunda representativt levnadssätt för ordningen. På dagen döljer den sig under stenar och på liknande mörka och fuktiga platser, medan den på natten strövar omkring och ganska ofta kommer in i bostäder. Den lever helst av andra leddjur såsom bladlus, kvalster och päronbladloppa. I brist på favoritföda kan den även gå på mjuka växtdelar och skadad frukt. Den kan då ge skador på blommor, frukt och bär.  
Hanne och hona kan särskiljas genom formen på tången, vars skänklar hos honan är raka på insidan, så att kanterna i vila nästan berör varandra, medan de hos hannen är starkt bakåtböjda. Hos hannen växlar tångens längd mellan olika individer från 2,5 millimeter ända upp till 9 millimeter. Honan utför en sorts yngelvård genom att hon med sin kropp skyddar inte bara äggen, utan även de nykläckta ungarna, som ganska länge under uppväxten håller ihop i familjer.
På hösten bildar tvestjärten par som sedan övervintrar i bon i marken där honan även lägger sina ägg. När våren kommer stöter honan bort hannen ur boet, och kort därefter dör hannen. I boet sköter honan om äggen genom att putsa och vända på dem så att de hålls rena från bland annat mögel. Honan tar även hand om de nykläckta ungarna, "nymferna", under deras första utvecklingsstadier.

## Bygdemål
Förr trodde man att tvestjärten gärna kryper in i öronen och kniper sönder trumhinnorna, därav epiteten öron, örna i bygdemålen.
| Namn         | Trakt         | Referens | Anteckning                                                            |
| ------------ | ------------- | -------- | --------------------------------------------------------------------- |
|              |               |          |                                                                       |
| Kåsingamark  | Västergötland | [ 3 ]    | Ordledet mark är det lokala namnet för en mask. Jämför öronmask.      |
| Rävsaxar     | Skaraborg     |          | Man torde syfta på stjärtens tång, som kan hålla fast såsom en rävsax |
| Örnastörtare | Skåne         | [ 2 ]    |                                                                       |
| Öronkrycka   | Gotland       |          |                                                                       |
| Öronmask     |               | [ 2 ]    |                                                                       |

## Familjer
- dvärgtvestjärtar (Spongiphoridae eller Labiidae)
- hjärtfottvestjärtar (Forficulidae)
- skevtångtvestjärtar (Anisolabididae)